# Kröningsmattan

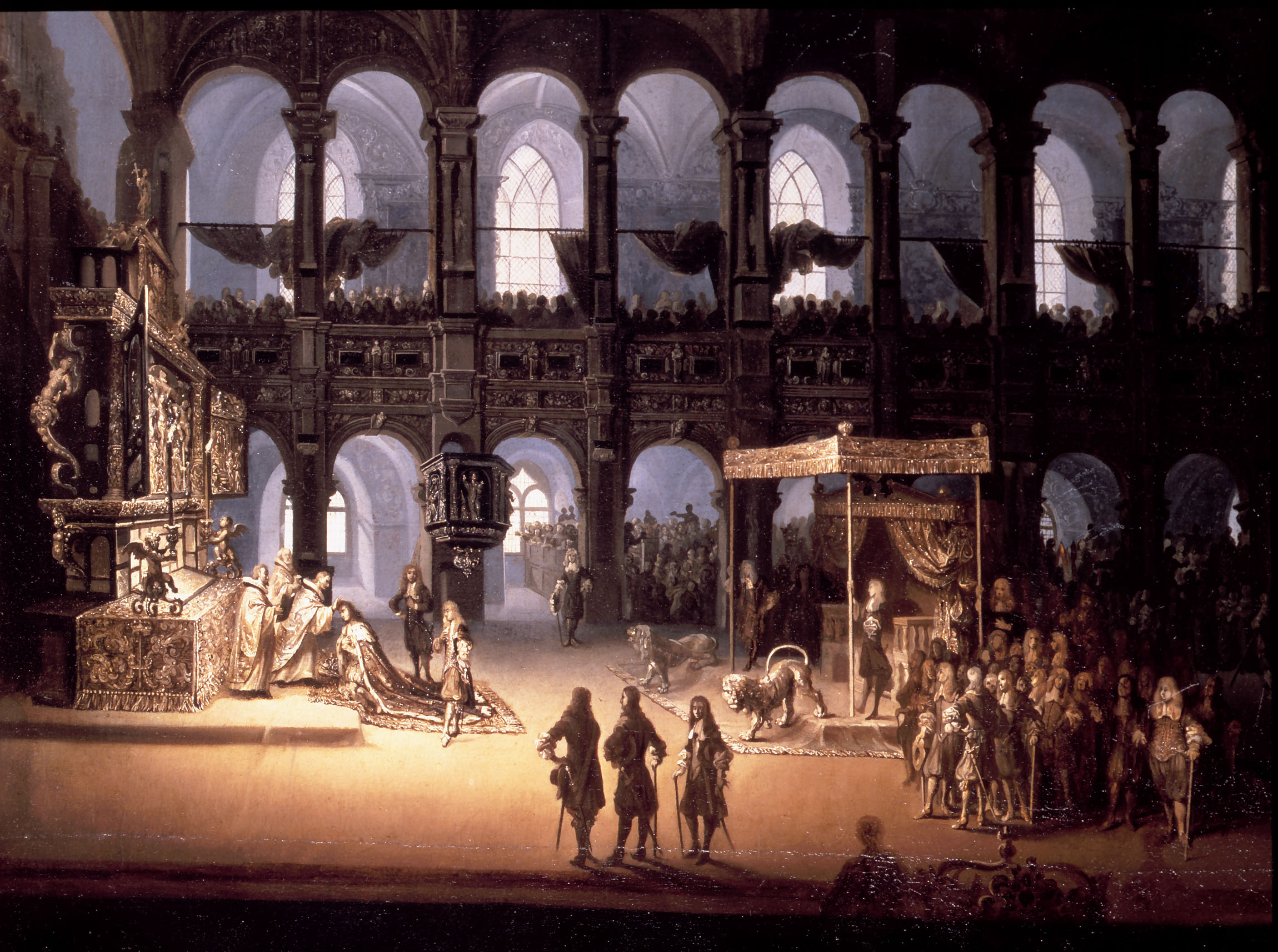
Målning av Michael van Haven med smörjelseritualen vid kröningen av Kristian V i slottskyrkan i Frederiksborgs slott 1671. Kröningsmattan användes först i den liknande, nästkommande kröningsceremonin med Fredrik IV i samma lokal 1700.

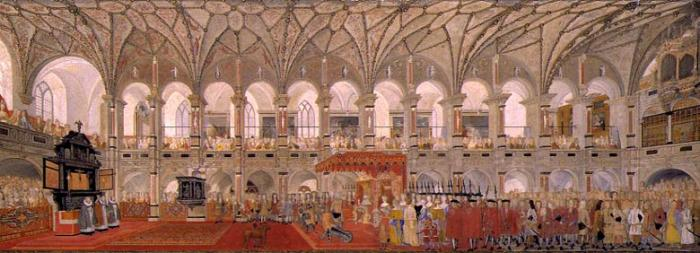
Gouache av Bendix Grodtschilling den yngste med smörjelseritualen vid kröningen av Fredrik IV i slottskyrkan i Frederiksborgs slott 1700. Kröningsmattan användes vid detta tillfälle för första gången och syns mellan smörjelsealtaret och tronen.

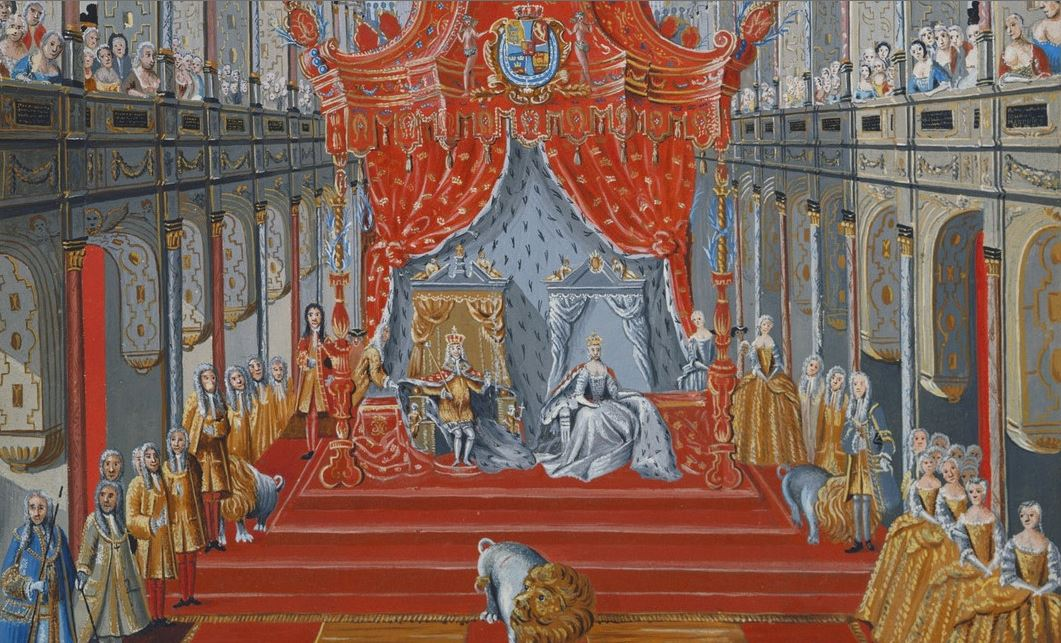
Kröningen av Kristian VI i slottskyrkan i Frederiksborgs slott 1731. Kröningsmattan skymtar i bildens nederkant.

Kröningsmattan (danska: Kroningstæppet) är en persisk matta, som ägs av Danmarks kungahus. Den finns i Rosenborgs slott i Köpenhamn. 
Mattan är knuten i Isfahan i Persien och kom i det danska kungahusets ägo någon gång under 1600-talet. Den är 5,21 meter lång och 3,71 meter bred. Den har knutar av silkestråd med inslag av guld- och silvertrådar på en bomullsvarp. På den guldgula bakgrunden finns blommor, växtmotiv och arabesker.
I Danmark introducerades absolut monarki 1660 och därmed övergick den tidigare kröningsceremonin till en smörjelseritual, en ceremoni som övergavs efter införandet av en konstitutionell monarki 1849.
Mattan användes som kröningsmatta för första gången vid kröningen av Fredrik IV 1700 i slottskyrkan i Frederiksborgs slott i Hillerød. 
Kröningsmattan ligger normalt i förråd. Den har visats framme i Riddarsalen framför tronen en kort period en gång om året, vanligen under påsken. Den har då visats tillsammans med några andra chenillemattor från 1600-talet. Detta skedde sista året 2019, varefter visningar inställts på grund av mattans ömtålighet.

## Proveniens
Det är inte kartlagt hur mattan hamnade i det danska kungahusets ägo. Det fanns tidigare en uppfattningen att mattan skulle ha varit en present från Shah Safi I av Persien till hertig Fredrik III av Holstein-Gottorp 1639, som senare gått i arv till kungen av Danmark.
En senare hypotes, från 1934 av den danske museidirektören Vilhelm Slomann, är att mattan har ingått i en transport med tio skepp tillhörande Nederländska Ostindiska Kompaniet till Europa 1665, vilken på hemväg efter en strid med engelska örlogsmän tagit skydd i Bergen. Ett brittiskt angrepp slogs tillbaka av holländska och dansk-norska krigsfartyg, och som tack ska Holländska Ostindiska kompaniets ledning senare ha överlämnat en gåva till den danska drottningen Sofia Amalia av Braunschweig-Lüneburg, som bland annat bestod av  en högt värderad matta med guldbotten. Denna matta upptäcktes oanvänd  en koffert efter Sofie Amalies död 1685, och ärvdes av Kristian V.